# Darabos
Darabos (szlovákul: Drábsko) község Szlovákiában, a Besztercebányai kerületben, a Breznóbányai járásban.

## Fekvése
Breznóbányától 32 km-re délre fekszik.

## Története
1566-ban említik először. A települést a birtokos Forgách család alapította Árva vármegyéből telepített jobbágyokkal. Lakói földműveléssel, erdei munkákkal, fazsindelykészítéssel foglalkoztak.
Borovszky Samu monográfiasorozatának Gömör-Kishont vármegyét tárgyaló része szerint: „Drabszkó, Zólyom vármegye határán fekvő tót kisközség, 114 házzal és 591 róm. kath. vallású lakossal. A Forgách család ősi birtoka volt, de később a báró Jeszenák család is szerzett itt birtokrészt. Legutóbb Dub Albertnek volt itt nagyobb birtoka, mely most Lamarche Alberté. Lakosainak nagy része fazsindely-készítéssel foglalkozik. Templom nincs a községben. Postája Forgácsfalva, távírója és vasúti állomása Rimabánya.”
A trianoni diktátumig Gömör-Kishont vármegye Rimaszombati járásához tartozott.
Az első világháború után üveghuta működött a településen.

## Népessége
| Év:            | 1994. | 2004.    | 2014.    | 2024.    |
| -------------- | ----- | -------- | -------- | -------- |
| Emberek száma: | 274   | 246      | 209      | 156      |
| Eltérés:       |       | -10,21 % | -15,04 % | -25,35 % |

| Év:            | 2023. | 2024.   |
| -------------- | ----- | ------- |
| Emberek száma: | 161   | 156     |
| Eltérés:       |       | -3,10 % |

1910-ben 640, túlnyomórészt szlovák anyanyelvű lakosa volt.
2001-ben 219 szlovák lakosa volt.
2011-ben 207 lakosából 187 szlovák volt.

## Nevezetességei
- A népi építészet sok szép emléke látható a településen. Kysuca nevű településrészén a mai napig fennmaradt a régi faházas faluszerkezet. A házak ma elsősorban üdülési célokat szolgálnak. Említésre méltó a falu kis haranglába.